# 富永苺
富永 苺（とみなが いちご、1994年3月15日 - ）は、日本の元AV女優。アロハプロモーション所属。

## 略歴・人物
着エログラビアなどで活動した後、2012年12月にAVデビューした小柄で巨乳のロリ系AV女優である。

## 出演作品

### イメージDVD
- スクールドール（2012年8月23日、INTEC Inc）
- 17 Strawberry Sweets（2012年9月14日、デジプラン）
- 17 Seconds Nudity（2012年10月12日、デジプラン）
- 『ええじゃないか』（2012年11月1日、未満）
- pg（2012年12月25日、ターンテーブル）
- つるるんベイベー 富永苺（2013年3月15日、心交社）
- つるるんベイベー 富永苺 2（2013年4月12日、心交社）
- イチゴちゃん（2013年5月24日、サムバディ）
- ヌードの魔法（2013年7月23日、pistil）

### アダルトDVD
2012年
- 新人!kawaii*専属デビュ→ ミニカワFcupアイドル誕生（12月25日、kawaii*）※デビュー作

2013年
- 担任からここへ来るように言われました。（1月1日、ミニマム）
- 初体験の4回エッチッチ!（1月25日、kawaii*）
- 日焼けのロリィーちゃん（2月1日、ミニマム）
- 初めての露出羞恥で声我慢!?（2月25日、kawaii*）
- お兄ちゃん大好きだよ（3月25日、kawaii*）
- Wロリ美少女初共演&レズ解禁! いちごとつぼみ（4月25日、kawaii*）共演:つぼみ
- Wパイパンおま●こ（6月1日、MOODYZ）共演:野宮さとみ
- ひやけあと（7月1日、MOODYZ）
- 身長149cmFcupロリータ美少女 タップリ初中出し（7月19日、エムズビデオグループ）
- MOODYZファン感謝祭 バコバコバスツアー2013 お祭り大乱交スペシャル!!（8月1日、MOODYZ）共演:めぐり、つぼみ、尾上若葉、上原亜衣、吉永あかね、さとう遥希、瀬名あゆむ、向井恋、竹内紗里奈、綾瀬みなみ、木村つな、鶴田かな、新山かえで、鈴木さとみ、舞咲みくに
- いちごたん全作コンプリートだょ☆ 富永苺8時間special（8月25日、kawaii*）※総集編